# شيوري ناجاتا
شيوري ناجاتا (باليابانية: 永田しおり) مواليد 24 أكتوبر 1987، هي لاعبة كرة يد يابانية. مثلت منتخب اليابان لكرة اليد للسيدات.

## سجل المنافسة
شاركت في البطولات التالية:
- بطولة العالم لكرة اليد للسيدات 2011
- بطولة العالم لكرة اليد للسيدات 2013
- بطولة العالم لكرة اليد للسيدات 2015